# Operculina macrocarpa
Operculina macrocarpa là một loài thực vật có hoa trong họ Bìm bìm. Loài này được (Linn) Urb. mô tả khoa học đầu tiên năm 1902.